# Matthias Arnold (Fußballspieler)
Matthias Arnold (* 2. März 1997 in Klagenfurt am Wörthersee) ist ein österreichischer Fußballspieler.

## Karriere
Arnold begann seine Karriere in seiner Heimatstadt beim Klagenfurter AC. 2007 wechselte er zum SK Austria Kärnten. Nach dessen Konkurs spielte er beim SK Austria Klagenfurt, ehe er 2011 in die AKA Kärnten ging. Im Mai 2014 absolvierte er ein Spiel in der Regionalliga für den SK Austria Klagenfurt. Danach spielte er in der AKA Wolfsberg. Im Oktober 2014 absolvierte er erstmals ein Spiel für die Zweitmannschaft des Wolfsberger AC. Im Sommer 2015 kehrte er zum SK Austria Klagenfurt zurück, der inzwischen in die zweite Liga aufgestiegen war. Im Mai 2016 gab er sein Profidebüt, als er im Heimspiel gegen den SKN St. Pölten in der Schlussphase eingewechselt wurde. Mit der Austria musste er zu Saisonende zwangsweise in die Regionalliga absteigen.
Im Jänner 2017 kehrte er zu seinem Jugendklub KAC zurück, mit dem er den Meistertitel feierte, aber noch im selben Jahr verließ. Nach einer kurzen Pause spielt er seit Juli 2018 für den Verein Royal Persia.